# Castell de Castelltort
El Castell de Castelltort és un castell termenat de Guixers, al Solsonès, declarat Bé Cultural d'Interès Nacional.

## Situació

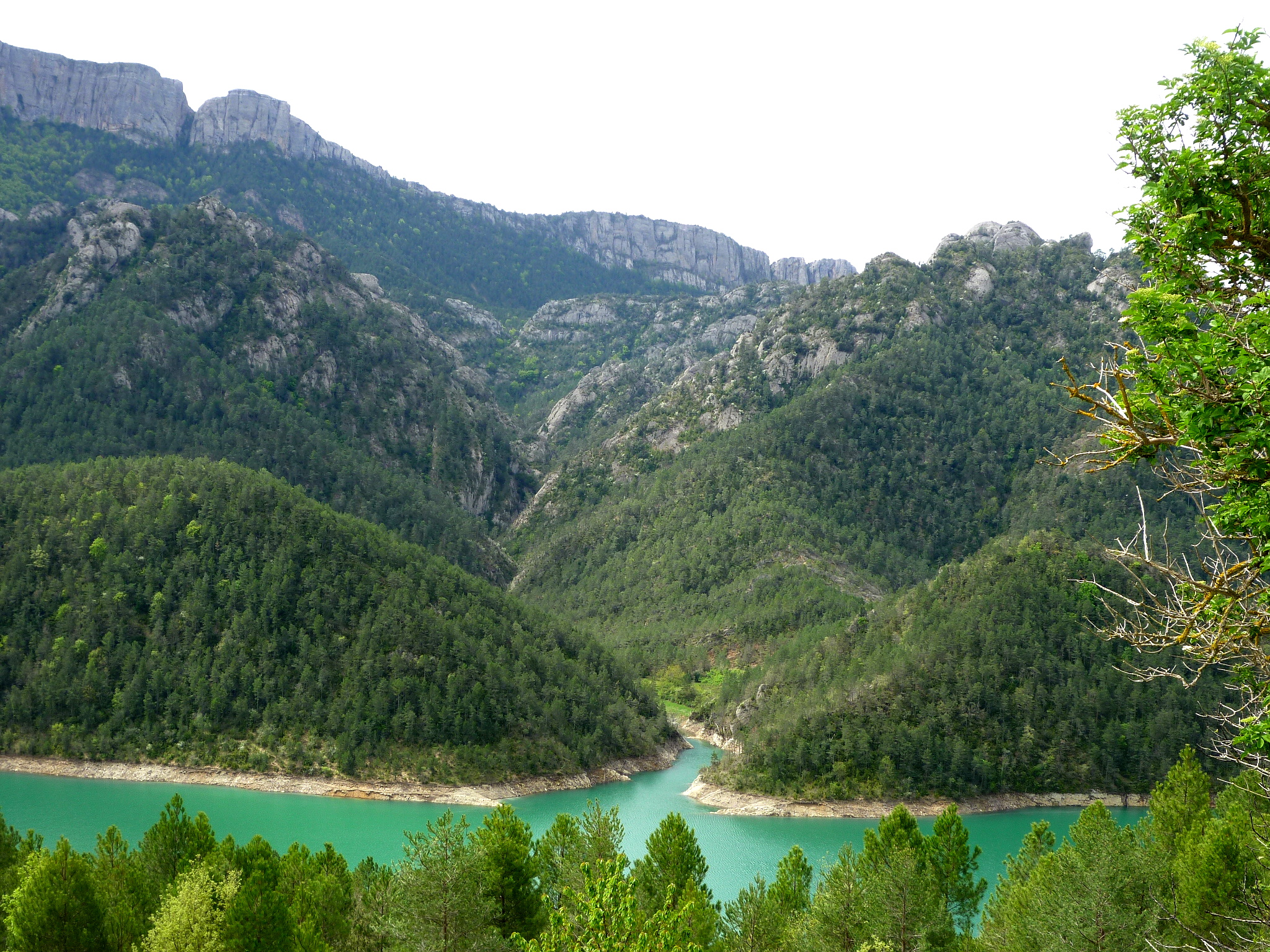
La rasa dels Forats

El castell es troba al peu de la serra dels Bastets, dalt d'un turó a l'esquerra de la desembocadura de la rasa dels Forats amb l'Aigua de Valls, desembocadura actualment anegada per les aigües de l'embassament de la Llosa del Cavall. Per anar-hi caldria creuar la cua del pantà amb un bot i desembarcar al fons de la cala de la rasa. El turó quedaria a la dreta.

## Descripció
Restes de murs notables, formant dos recintes, i restes també de l'antiga església romànica de Sant Climent. Segons Català-Roca s'aprecien algunes filades "d'opus spicatum", així com les restes d'edificacions jussanes i edificacions sobiranes als penyals que conformen el turó. Algú del país ha informat que les estances inferiors foren apedaçades, convertint-les en una masoveria dependent de la rectoria de Guixers i que subsistí fins a època relativament recent. Encara es veu també alguna paret de tàpia de les darreres construccions. Tot està cobert de bardisses.

## Notícies històriques
Castell termenat. D'aquest castell en procedí la nissaga dels Calders, que durant molt de temps foren els senyors de Castell Tort i altres terres de l'entorn, i estigueren molt lligats amb la canònica agustiniana de Solsona. Esmentat ja el 1064, formà part dels dominis de Cardona. Cal esperar fins al desembre de 1375 per assabentar-nos que Castelltort passà a formar part del comtat de Cardona en ser erigit el rei Pere el Cerimoniós. L'any 1445, juntament amb els Castells de Pedra i Sisquer, contribuí a les despeses de les noces de l'hereu de la casa de Cardona. El Castell de Castelltort formava part de la xarxa de petits castells protectors dels camins de la vall de Lord i una de les defenses del monestir de Sant Llorenç de Morunys.